# 李秀贞

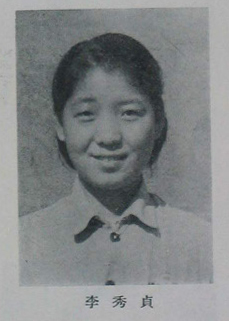

李秀贞（1928年—1980年9月10日）女，籍贯不详，中华人民共和国政治人物。

## 生平
1947年下学期，哈尔滨市各中学开展思想改造学习运动，各中学均安排了一批政治辅导员，负责班主任性质的工作，组织学生的政治学习。其中，女中的李秀贞、周克英等人（均为留校学生）都担任过政治辅导员。
1948年11月21日，哈尔滨市学生联合会举行执委扩大会议，决定召开全市大、中学校学生代表大会。1948年12月9日，哈尔滨第一届学生代表大会在文化俱乐部举行，蒋南翔作纪念一二·九运动报告，大会选举产生了哈尔滨市学联的组织机构，郭永泽当选为主席；李秀贞当选为副主席。
1949年2月10日，哈尔滨市各校学生在兆麟小学集会，欢迎出席东北学生代表大会的哈尔滨市代表团归来。此前在东北学生代表大会上，哈尔滨市代表郭永泽、李秀贞、李玉珍当选为东北学联执委，郭永泽当选为东北学联副主席。
1949年，中华全国学生联合会副主席李秀贞作为代表，先后参加了新政治协商会议筹备会、中国人民政治协商会议第一届全体会议。
中华人民共和国成立后，李秀贞曾在团中央工作。1958年3月至1959年2月，李秀贞任中国新民主主义青年团哈尔滨市第七届委员会副书记。1959年2月至1962年11月，任中国共产主义青年团哈尔滨市第八届委员会副书记。1965年9月至1966年5月，任中国共产主义青年团哈尔滨市第九届委员会副书记（代理书记）。1966年5月至1973年2月，任中国共产主义青年团哈尔滨市第十届委员会书记。其间，1966年8月25日，团市委机关“红卫兵造反团”在青年宫举行“炮打团市委机关司令部点火大会”，团市委书记李秀贞等人遭到揪斗，此后团市委机关被迫停止工作。1973年2月至1976年5月，任中国共产主义青年团哈尔滨市第十一届委员会书记。
1980年1月7日至11日，哈尔滨市第七届人民代表大会第一次会议在友谊宫举行，会议选举王钊为哈尔滨市第七届人民代表大会常务委员会主任。会议根据《中华人民共和国地方各级人民代表大会和地方各级人民政府组织法》的规定，将哈尔滨市革命委员会改为哈尔滨市人民政府，选举王化成为哈尔滨市人民政府市长，张屏、王世杰、冯毅、郭长胜、董彬、丁甲全、武通甫、李秀贞、沈从龙为哈尔滨市人民政府副市长；选举于华烽为哈尔滨市中级人民法院院长；选举王化为哈尔滨市人民检察院检察长。
1980年9月10日，中共哈尔滨市委委员、哈尔滨市副市长李秀贞在任内病逝，享年52岁。9月11日，《哈尔滨日报》刊登了《李秀贞同志逝世》的报道，称已组成“李秀贞同志治丧委员会”，主任委员文敏生，副主任委员王钊、王化成、张屏。1980年9月16日，李秀贞同志追悼大会在哈尔滨青年宫剧场举行，追悼大会由中共哈尔滨市委副书记、市长王化成主持，市委副书记、副市长张屏致悼词。